# Alchemilla kulczynskii
Alchemilla kulczynskii — вид квіткових рослин з родини трояндових (Rosaceae). Ареал: Польща (Татри), Словаччина (Татри).